# Pseudis minuta
Pseudis minuta és una espècie de granota que es troba al Brasil, Argentina i l'Uruguai.